# Roberto Filippini

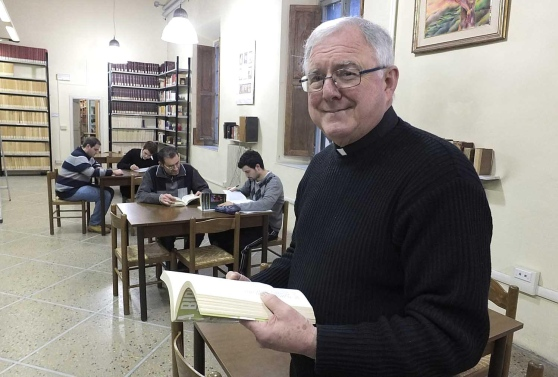
Roberto Filippini als Theologieprofessor (2013)

Bischofswappen

Roberto Filippini (* 6. Juni 1948 in Vinci, Italien) ist ein italienischer römisch-katholischer Geistlicher und emeritierter Bischof von Pescia.

## Leben
Roberto Filippini empfing am 14. April 1973 das Sakrament der Priesterweihe für das Erzbistum Pisa. Nach langjähriger Tätigkeit als Gemeindepfarrer wurde er 1996 Dekan der interdiözesanen theologischen Hochschule in Camaiore. Von 1999 bis September 2015 war Filippini Rektor des Priesterseminars Santa Caterina in Pisa. Zudem war er als Gefängniskaplan und Professor für Fundamentaltheologie tätig.
Papst Franziskus ernannte ihn am 25. November 2015 zum Bischof von Pescia. Die Bischofsweihe spendete ihm der Erzbischof von Pisa, Giovanni Paolo Benotto, am 3. Januar des folgenden Jahres. Mitkonsekratoren waren der Apostolische Nuntius in Großbritannien, Erzbischof Antonio Mennini, und der Bischof von Arezzo-Cortona-Sansepolcro, Riccardo Fontana. Die Amtseinführung im Bistum Pescia fand am 24. Januar 2016 statt. In der Italienischen Bischofskonferenz gehört Filippini der Kommission für Ökumene und interreligiösen Dialog an.
Am 14. Oktober 2023 nahm Papst Franziskus Filippinis altersbedingtes Rücktrittsgesuch an.